# LAPCAT
LAPCAT - Long-Term Advanced Propulsion Concepts and Technologies (vrij vertaald: lange-termijn concepten en technologieën voor geavanceerde aandrijvingen) - was een driejarig, door Europese Unie gesubsidieerd onderzoek naar de technische haalbaarheid van een motoraandrijving voor het bereiken van hypersonische snelheden, Mach 4-8. Het onderzoek liep van 2005 tot april 2008 en werd verricht in het kader van het zesde kaderprogramma voor onderzoek en technologische ontwikkeling, ook wel aangeduid met de afkorting KP6. Het budget bedroeg circa 7 miljoen euro.
LAPCAT II, het vervolg op LAPCAT, is in oktober 2008 gestart met een Europese subsidie van 10 miljoen euro. De vervolgstudie beoogde heeft als doel om een aantal resultaten uit de eerste studie zodanig aan te scherpen dat de te volgen koers qua onderzoek en ontwikkeling naar een Mach 5 vaartuig iets meer concreet wordt.

## Doelen
Teneinde de beoogde snelheid te realiseren moest de aandrijving met zowel de actieve als passieve compressie onderzocht worden. Bij passieve compressie, zoals in een scramjet, stroomt de lucht met een hoge snelheid in de speciale straalmotor om daar zodanig samengedrukt en met toegevoegde brandstof te worden vermengd dat dit mengsel zonder externe (actieve) ontsteking ontbrandt. Door de afwezigheid van de gebruikelijke mechanisme die de samengedrukte mengsel "actief" ontsteekt, wordt deze technologie met de term "passieve compressie" aangeduid. Hiervoor is een bepaalde ondergrens qua snelheid nodig, zodanig dat de ingestroomde lucht voldoende samengedrukt wordt voor de ontstekingsreactie. Om voldoende snelheid te maken is er een actieve compressie nodig, zoals bijvoorbeeld Synergistic Air-Breathing Rocket Engine, afgekort tot SABRE.
De voornaamste doelen waren het beschrijven en evalueren van:
- Uiteenlopende cycli in de theoretische aandrijvingen, van Mach 4 tot 8, waaronder een combinatie van turbine-/raketgebaseerde cycli.
- Benodigde technologie voor:
  - efficiënte integratie motor/luchtvaartuig
  - turbines die relatief weinig wegen
  - warmtewisselaars
  - experimenten m.b.t. ontsteking/ontbranding bij supersonische snelheden en/of onder hoge druk
  - modelleren

De beoogde resultaten waren:
- vaststellen van de randvoorwaarden waarbij een vlucht op hoge snelheden mogelijk wordt
- experimentele meetresultaten met betrekking tot aerodynamica op hogere snelheden, ontbranding bij supersonische snelheden en/of hoge druk
- het opzetten en valideren van fysieke modellen, ondersteund door computersimulatie om ontbranding bij supersonische snelheden en onder hoge druk, turbulentie en fenomenen
- haalbaarheidsstudie naar turbines, met aandacht voor verhouding prestatie van turbine tot massa van turbine en componenten voor warmtewisselaars

## Resultaten
Van alle bestudeerde vaartuigen waren slechts twee concepten geselecteerd voor LAPCAT II; een Mach 5 en een Mach 8 vaartuig.

### Mach 5
Een mogelijke supersonische luchtvaartuig die nader onderzocht wordt in kader van dit project is de A2 van Reaction Engines Limited. De onderzoekers richt(t)en zich naar een luchtvaartuig die in staat is om van Brussel (België) naar Sydney (Australië) te vliegen in twee tot vier uur, een significante reductie in vergelijking tot de reistijd begin 21ste eeuw.
Om zulke hoge snelheden te bereiken en behouden, moet Reaction Engines Limited zijn/haar nieuwste concept-motor, de Scimitar genoemd, ontwikkelen. Deze motor maakt gebruik van de thermodynamische eigenschappen van vloeibare waterstof. De motor is in theorie in staat om A2 te versnellen tot Mach 5, en deze snelheid te behouden gedurende de gehele vlucht. Hierbij hebben de gassen die de uitlaat verlaten een effectieve snelheid van rond 40.900 m/s. Een andere maat hiervoor is een zogenaamde specifieke stoot van 4170 seconden.
De project-coördinator van LAPCAT, in dienst bij Europese Ruimtevaartorganisatie (ESA), Johan Steelant stelt: "Results so far show the Mach 5 vehicle from Reaction Engines can avoid later technology pitfalls and could travel from Brussels to Sydney, ..." (Tot nu toe wijzen resultaten erop dat de Mach 5-luchtvaartuig van Reaction Engines de te verwachten technologische problemen aan zou kunnen en van Brussel naar Sydney zou kunnen reizen.

### Mach 8
Hoewel een vlucht met scramjet met Mach 8 als kruissnelheid haalbaar lijkt te zijn is het brandstofverbruik gedurende het versnellen dermate hoog dat een relatief grote brandstoftank nodig is. Door de omvang van de tank wordt het totale gewicht bij opstijgen ook groot.
Initiële onderzoeken naar een bepaalde type ejector voor de eerste fase van de vlucht/het opstijgen leerde dat de vaartuig uiteindelijk een beperkt actieradius zou krijgen vanwege de relatief grote (initiële) massa.